# Ferdinand Gottfried von Herder

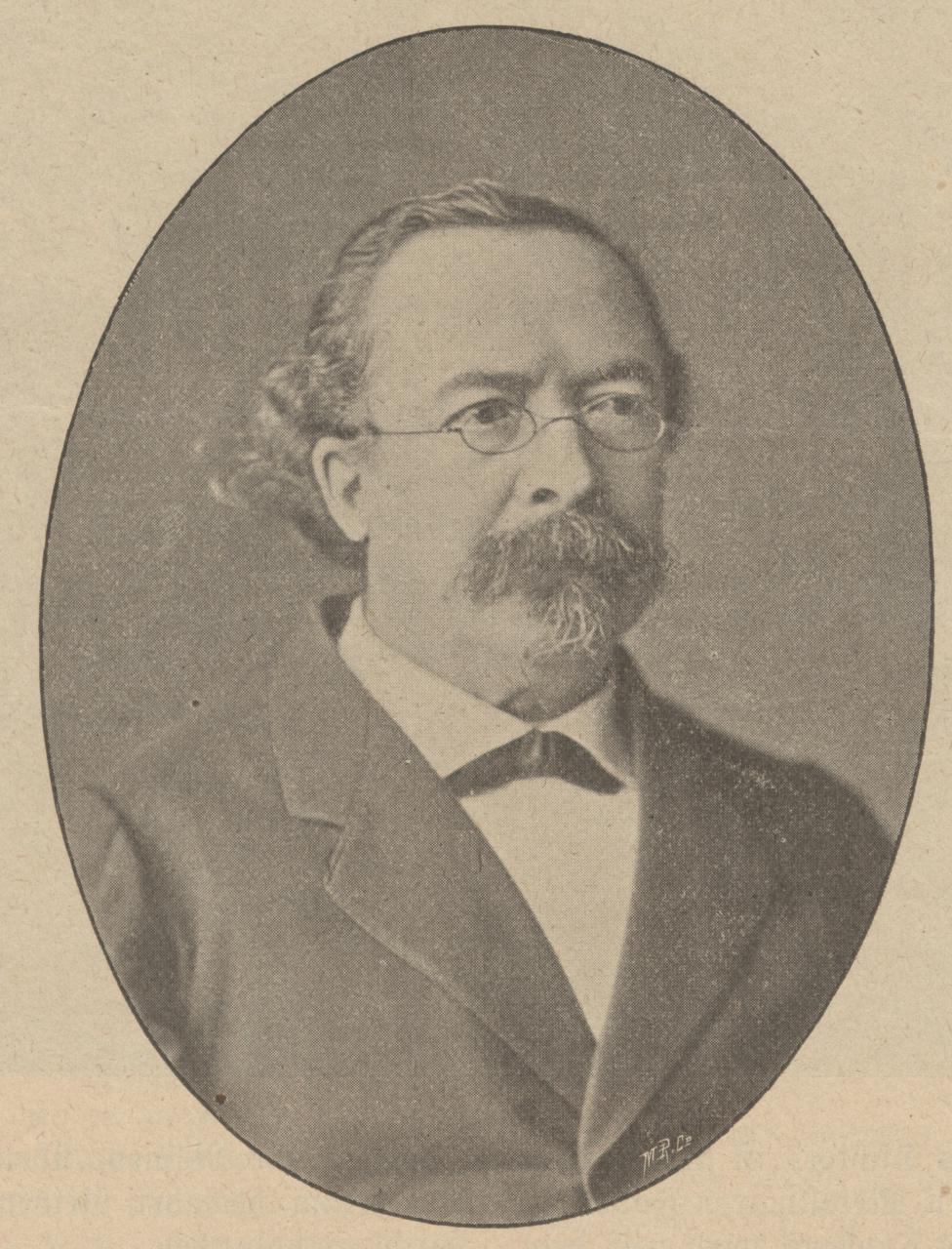
Ferdinand Gottfried von Herder, Foto vom Nachruf in der Kaiserslauterer Illustrierten „Zeitbilder“ (Nr. 25, 19. Juli 1896)

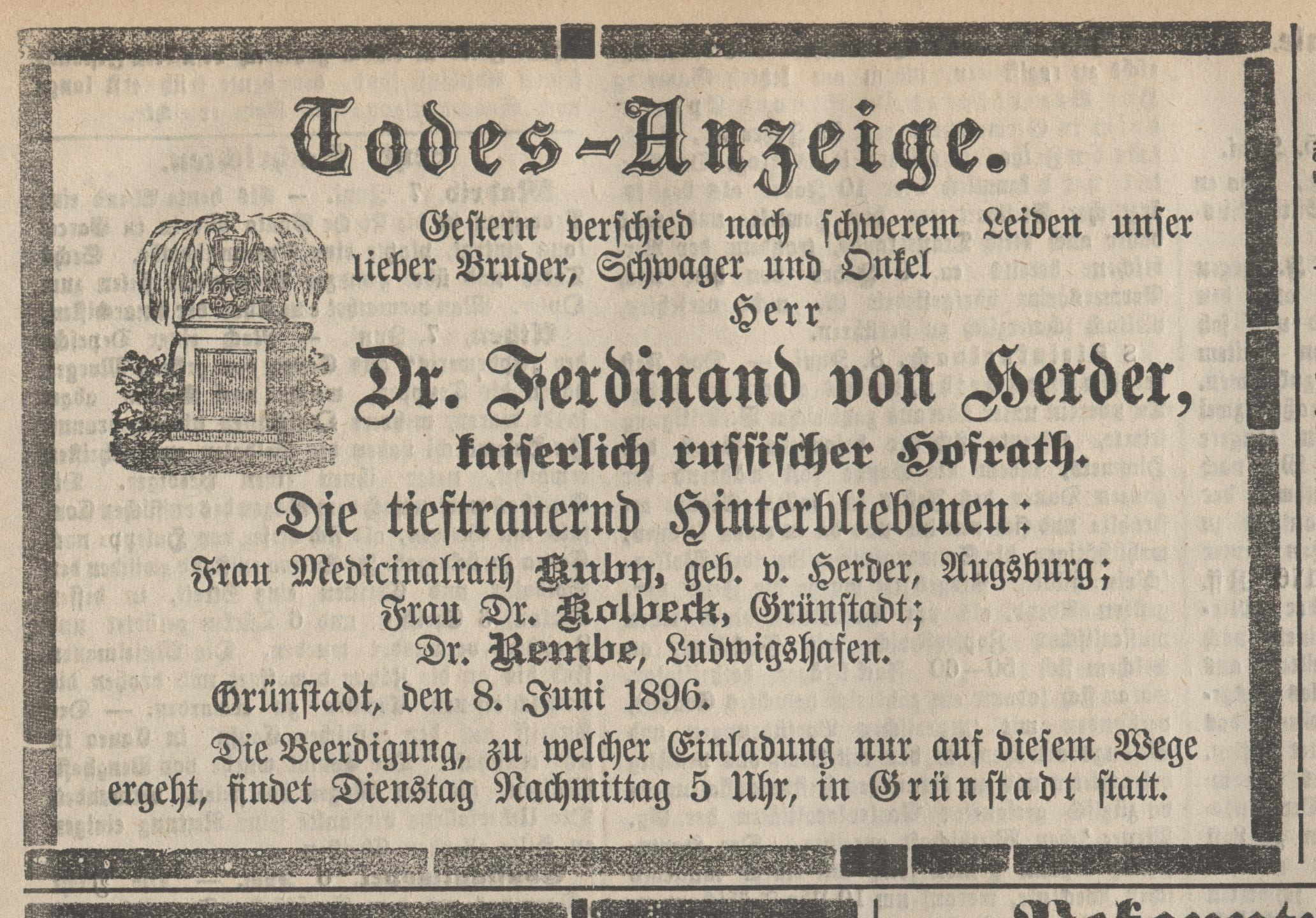
Ferdinand von Herder, Todesanzeige aus der Grünstadter Zeitung Nr. 132, vom 8. Juni 1896

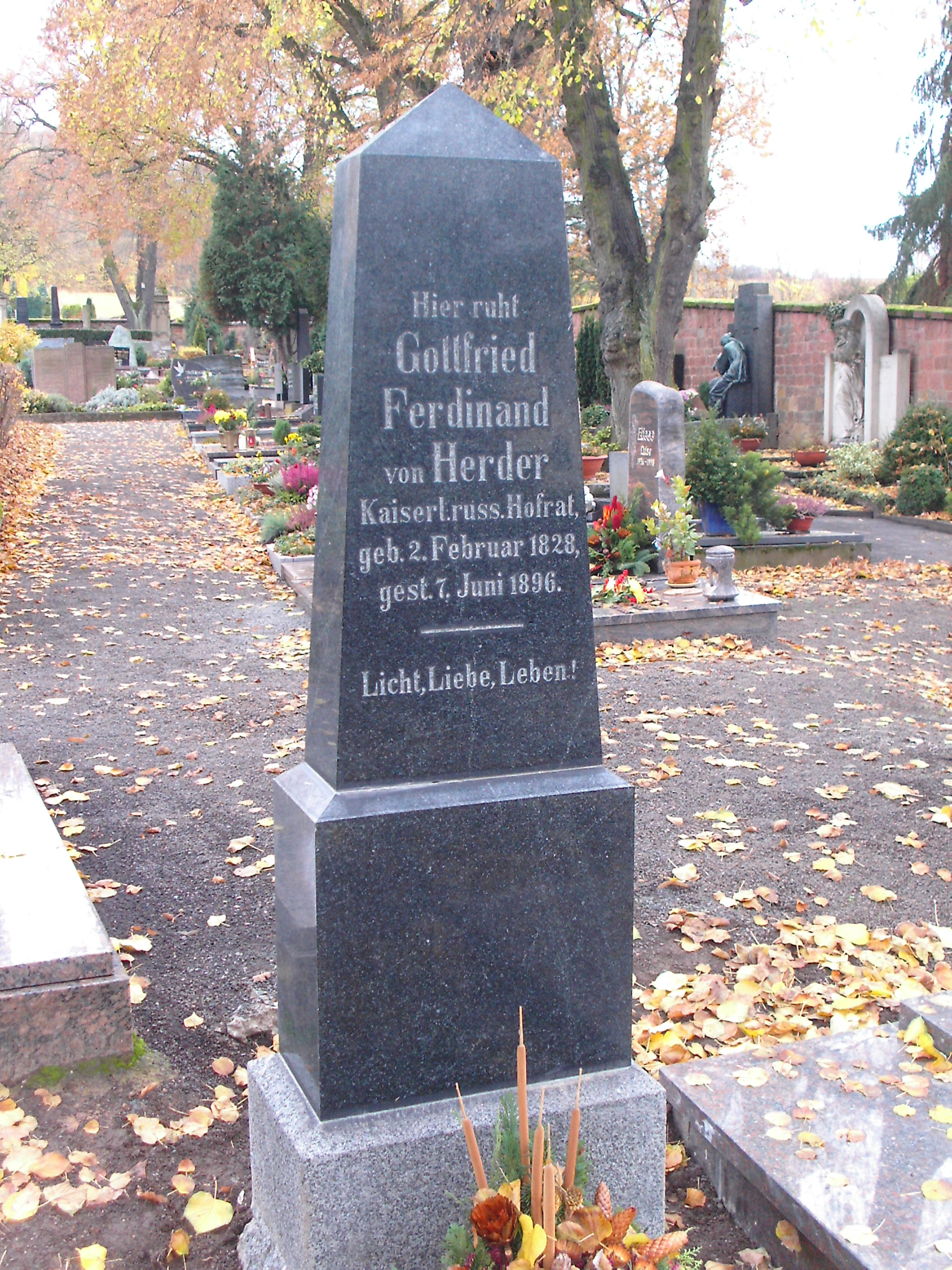
Grab auf dem Friedhof zu Grünstadt, November 2009

Ferdinand Gottfried Theobald Max von Herder (* 2. Februar 1828 in Bayreuth; † 7. Juni 1896 in Grünstadt, voller Name Ferdinand Gottfried Theobald Maximilian von Herder) war ein bedeutender Botaniker, von 1856 bis 1891 in leitender Stellung am Botanischen Garten in St. Petersburg tätig, wo er zum Kaiserlich Russischen Hofrat avancierte. Er ist der Enkel des berühmten Dichters Johann Gottfried von Herder und lebte im Ruhestand zu Grünstadt in der Rheinpfalz. 
Sein botanisches Autorenkürzel lautet „Herder“.

## Leben
Ferdinand Gottfried von Herder wurde als Sohn des königlich-bayerischen Forstbeamten Emil Ernst Gottfried von Herder (dem Sohn des Dichters) und seiner Frau Louise geb. Huber geboren. Louise Huber entstammte ihrerseits der Verbindung des Schriftstellers Ludwig Ferdinand Huber mit der seinerzeit sehr bekannten Therese Huber, Tochter von Christian Gottlob Heyne aus Göttingen. 

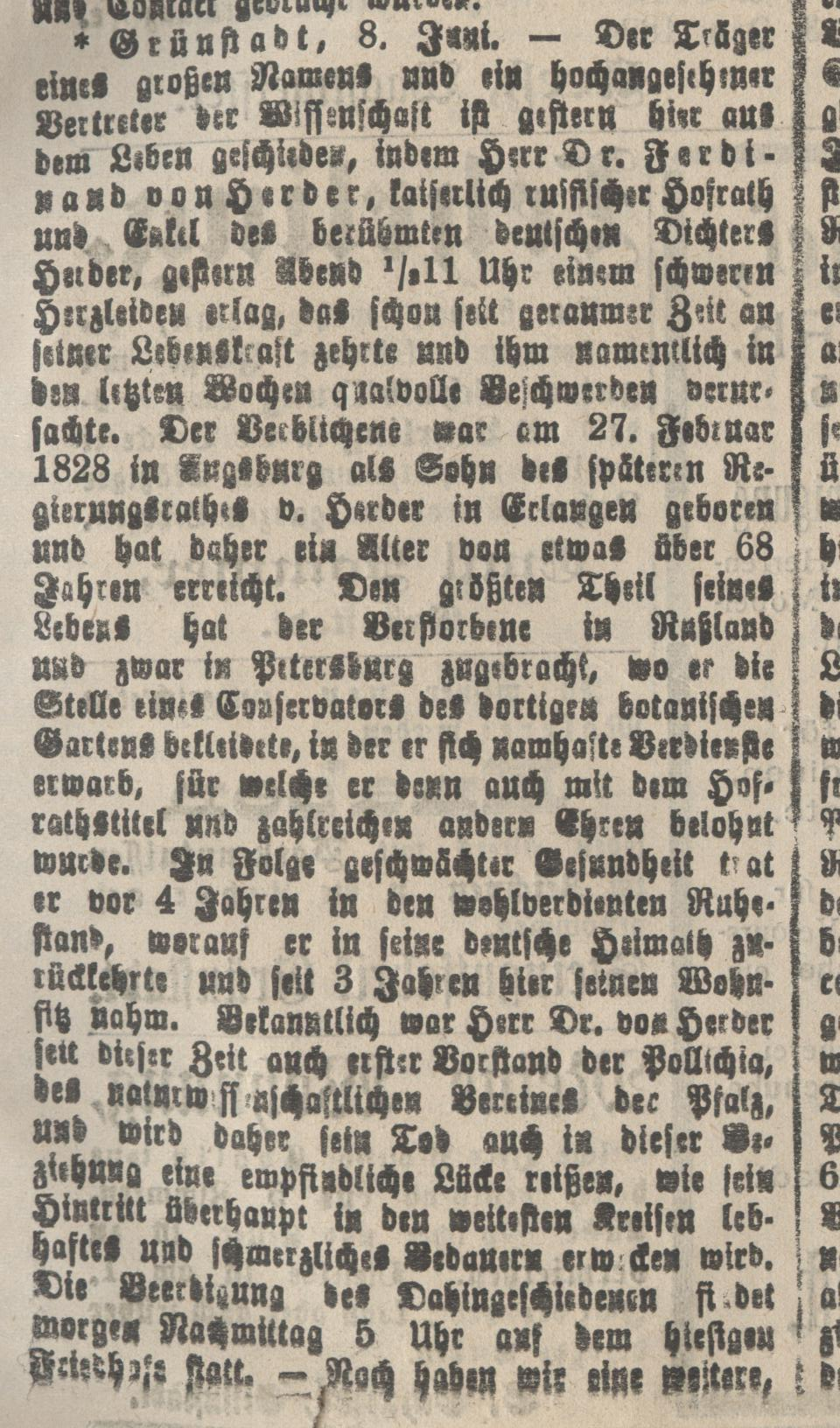
Nachruf aus der Grünstadter Zeitung vom 8. Juni 1896 (mit abweichendem Geburtsdatum und Geburtsort)

Die Eltern hatten 1813 in Günzburg geheiratet, lebten in München und trennten sich schon 1816. Sie fanden 1819 erneut zueinander, heirateten 1822 nochmals und wohnten an den Dienstorten des Gatten. Ferdinand Gottfried von Herder kam 1828 in Bayreuth als viertes von insgesamt fünf Kindern zur Welt. 1831, bei der Geburt des letzten Kindes Adele von Herder in Augsburg, starb die Mutter an Kindbettfieber. Deshalb erzog ihre Stiefschwester Therese Forster die Kinder, auch nachdem Emil von Herder 1841 berufsbedingt mit ihnen nach Erlangen umzog. 
Seine Schulzeit absolvierte Ferdinand Gottfried von Herder auf den Gymnasien in Erlangen, Bayreuth und Bamberg. In Bamberg gehörte er einer verbotenen Schülerverbindung an. Ab 1846 studierte er Rechtswissenschaften, später auch Naturwissenschaften in Erlangen, danach in Heidelberg, wo er auch sein Examen ablegte. Während seines Studiums wurde er 1846 Mitglied der Burschenschaft Concordia bzw. der Grauen Burschenschaft, 1847 der Alten Heidelberg Burschenschaft Franconia und 1849 der Burschenschaft Germania Erlangen. An der Badischen Revolution beteiligte sich Herder 1849 aktiv und wurde  u. a. der Adjutant Lorenz Brentanos. Nach dem Scheitern des Aufstandes floh er in die Schweiz, kehrte jedoch in dem Glauben zurück, dass die später erlassene Amnestie auch für ihn gelte. Man nahm ihn aber in der Wohnung seines Vaters fest und verbrachte ihn zur Untersuchungshaft ins pfälzische Zweibrücken. Nach einigen Monaten sprach ihn das dortige Gericht zwar frei, doch sein guter Ruf war dahin und man versagte ihm die staatliche, juristische Zulassung, womit seine diesbezügliche Karriere endete, noch ehe sie richtig begonnen hatte; noch 1852 war er in Erlangen zum Dr. iur. promoviert worden.
Deshalb ging Herder erneut in die Schweiz. Er studierte nun ab 1853 Botanik in Zürich, heiratete und wurde 1856 an den Botanischen Garten von Sankt Petersburg berufen. Ab 1860 arbeitete er hier als Konservator, von 1868 bis 1891 bekleidete er das Amt des Bibliothekars der dortigen renommierten Fachbibliothek; er publizierte auch selbst botanische Fachliteratur. Carl Gustav Carus, der Präsident der Deutschen Akademie der Naturforscher "Leopoldina",  promovierte ihn am 9. Juni 1863 zum Dr. phil., am 2. November 1864 nahm ihn die Akademie als ordentliches Mitglied auf. Ferdinand Gottfried von Herder war in Fachkreisen sehr angesehen, avancierte zum „Kaiserlich Russischen Hofrat“, man verlieh ihm in- und ausländische Orden und viele Institutionen nahmen ihn als Ehrenmitglied in ihre Reihen auf, u. a. das „Freie Deutsche Hochstift“. In seinem ehemaligen Universitätsort Heidelberg ernannte ihn die Burschenschaft Frankonia 1886 ebenfalls zu ihrem Ehrenmitglied; der Vorgängerorganisation (Alte Heidelberger Burschenschaft Frankonia) hatte er bereits seit seinem Studium 1846 angehört.
1892 kehrte Herder wegen des gesundheitlichen Befindens seiner Frau dauerhaft nach Deutschland zurück. Da seine Schwester Adele (verheiratet mit dem Bezirksarzt Karl Wilhelm von Kuby) zu jener Zeit im pfälzischen Freinsheim lebte, siedelte sich das Ehepaar Herder im nahen Städtchen Grünstadt an. Schon bald darauf verstarb Frau von Herder; der Botaniker blieb als Witwer in der Pfalz. Er engagierte sich im Vorstand des Pfälzer naturkundlichen Vereins „Pollichia“ und wurde schließlich dessen Vorsitzender. Ansonsten lebte er sehr zurückgezogen und bescheiden. In den letzten Lebensjahren plagte ihn ein starkes Herzleiden, woran er 1896 in Grünstadt verstarb. Er wurde auf dem städtischen Friedhof beigesetzt und sein Grab ist dort bis heute erhalten. 
Ferdinand Gottfried von Herder publizierte in mehreren Büchern auch Teile der Korrespondenz seines berühmten Großvaters Johann Gottfried von Herder.

## Schriften und Werke
- Briefe Goethe's und der bedeutendsten Dichter seiner Zeit an Herder, herausgegeben von Heinrich Düntzer und Ferdinand Gottfried von Herder, 1858
- Von und an Herder. Ungedruckte Briefe aus Herders Nachlaß, herausgegeben von Heinrich Düntzer und Ferdinand Gottfried von Herder. 3 Bde., Leipzig 1861–1862
- Enumeratio, plantarum in regionibus cis- et transiliensibus a Cl. Semenovio, Anno 1857 Collectarum, (Sprache Latein), Sankt Petersburg, 1864–69
- Bemerkungen über die wichtigsten Bäume, Sträucher und Stauden des Kaiserlichen Botanischen Gartens in St. Petersburg und der St. Petersburger Flora, 134 Seiten, Moskau, Kaiserliche Universität, 1865.
- Catalogus systematicus bibliothecae Horti Imperialis Botanici Petropolitani, (Sprache Latein), Sankt Petersburg, 1886